# Nikollë Nikprelaj
Nikollë Nikprelaj (* 16. Mai 1960 in Tuz, Malësia (Montenegro)) ist ein albanischer Sänger. 

## Leben und Wirken
In den 1980er Jahren begann Nikprelaj seine Solo-Musikerkarriere, mittlerweile ist er zusätzlich Sänger in der Band "Besa Trieshit" (deutsch: "das Vertrauen von Trieshi"). Seine Lieder werden von ihm oft mit der Çiftelia (einem albanischen Instrument) begleitet. Um die Kosovo-Albaner während des Kosovo-Krieges zu unterstützen, veröffentlichte er das Album "Çlirimtarët Kokë Për Tokë" (deutsch: "die Befreier Kopf-für-Land"). Heute lebt er mit seiner Frau und seinen beiden Söhnen (Albin und Arben) in Tuz, südlich von Podgorica.

## Diskografie
- Në maje t'bjeshkëve të Malësisë (Auf der Bergspitze des Hochlandes)
- Oj Lulja e Malësisë (Oh die Blume des Hochlandes; bezieht sich auf ein Mädchen)
- Dora e pajtimit (Die Hand der Versöhnung)
- Nuk kemi tjetër veç një nënë (Wir haben keine andere, nur eine Mutter)
- Endërra ime (Meine Träume)
- Fukaraja (Der Arme; im Bezug auf die Liebe)
- Bjeri Gajdes